# Maria Czeppe
Maria Barbara Czeppe (ur. 1950) – polska historyk, zajmująca się głównie biografistyką i historią Polski XVIII wieku.
W 1996 uzyskała stopień doktora nauk humanistycznych. Zastępca redaktora naczelnego Polskiego Słownika Biograficznego
Jej artykuły ukazały się m.in. w "Kwartalniku Historycznym" i "Wiedzy i Życiu".

## Publikacje
- Kamaryla Pana z Dukli: kształtowanie się obozu politycznego Jerzego Augusta Mniszcha 1750-1763 (1998)